# 리오밤바

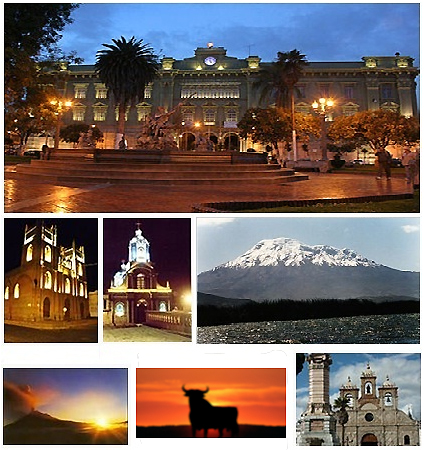
리오밤바

리오밤바(스페인어: Riobamba)는 에콰도르 중부에 위치한 도시로 침보라소 주의 주도이며 면적은 59.05km2, 인구는 156,723명(2010년 기준), 높이는 2,754m, 인구 밀도는 2,700명/km2이다. 정식 명칭은 산페드로데리오밤바(San Pedro de Riobamba)이다. 에콰도르의 수도인 키토에서 남쪽으로 약 200km 정도 떨어진 곳에 위치한다.